# Батровци
Батровци су насеље у општини Шид, у Сремском округу, у Србији. Према попису из 2022. било је 201 становника.
Овде се налази црква Светих апостола Петра и Павла у Батровцима.

## Демографија
У насељу Батровци живи 269 пунолетних становника, а просечна старост становништва износи 43,8 година (41,6 код мушкараца и 45,7 код жена). У насељу има 118 домаћинстава, а просечан број чланова по домаћинству је 2,71.
Ово насеље је углавном насељено Србима (према попису из 2002. године), а у последња три пописа, примећен је пад у броју становника.
|  |

| Демографија | Демографија | Демографија |
| Година      | Становника  | Становника  |
| ----------- | ----------- | ----------- |
| 1948.       | 629         |             |
| 1953.       | 674         |             |
| 1961.       | 653         |             |
| 1971.       | 577         |             |
| 1981.       | 464         |             |
| 1991.       | 399         | 359         |
| 2002.       | 320         | 361         |
| 2011.       | 259         |             |

| Етнички састав према попису из 2002.‍ | Етнички састав према попису из 2002.‍ | Етнички састав према попису из 2002.‍ | Етнички састав према попису из 2002.‍ | Етнички састав према попису из 2002.‍ |
| ------------------------------------ | ------------------------------------ | ------------------------------------ | ------------------------------------ | ------------------------------------ |
|                                      |                                      |                                      |                                      |                                      |
| Срби                                 | Срби                                 |                                      | 217                                  | 67,81%                               |
| Хрвати                               | Хрвати                               |                                      | 91                                   | 28,43%                               |
| Русини                               | Русини                               |                                      | 4                                    | 1,25%                                |
| Југословени                          | Југословени                          |                                      | 3                                    | 0,93%                                |
| Украјинци                            | Украјинци                            |                                      | 1                                    | 0,31%                                |
| Словаци                              | Словаци                              |                                      | 1                                    | 0,31%                                |
| Муслимани                            | Муслимани                            |                                      | 1                                    | 0,31%                                |
| непознато                            | непознато                            |                                      | 1                                    | 0,31%                                |

| Година пописа     | 1948. | 1953. | 1961. | 1971. | 1981. | 1991. | 2002. |
| ----------------- | ----- | ----- | ----- | ----- | ----- | ----- | ----- |
| Број домаћинстава | 171   | 182   | 192   | 175   | 158   | 149   | 118   |

| Број чланова      | 1  | 2  | 3  | 4  | 5  | 6 | 7 | 8 | 9 | 10 и више | Просек |
| ----------------- | -- | -- | -- | -- | -- | - | - | - | - | --------- | ------ |
| Број домаћинстава | 34 | 33 | 15 | 15 | 15 | 4 | 1 | 0 | 1 | 0         | 2,71   |

| Пол    | Укупно | Неожењен/Неудата | Ожењен/Удата | Удовац/Удовица | Разведен/Разведена | Непознато |
| ------ | ------ | ---------------- | ------------ | -------------- | ------------------ | --------- |
| Мушки  | 130    | 42               | 76           | 11             | 1                  | 0         |
| Женски | 150    | 25               | 81           | 39             | 5                  | 0         |
| УКУПНО | 280    | 67               | 157          | 50             | 6                  | 0         |

| Пол    | Укупно                    | Пољопривреда, лов и шумарство | Рибарство                            | Вађење руде и камена | Прерађивачка индустрија       |
| ------ | ------------------------- | ----------------------------- | ------------------------------------ | -------------------- | ----------------------------- |
| Мушки  | 74                        | 40                            | 1                                    | 0                    | 10                            |
| Женски | 36                        | 14                            | 0                                    | 0                    | 1                             |
| УКУПНО | 110                       | 54                            | 1                                    | 0                    | 11                            |
| Пол    | Производња и снабдевање   | Грађевинарство                | Трговина                             | Хотели и ресторани   | Саобраћај, складиштење и везе |
| Мушки  | 1                         | 2                             | 2                                    | 1                    | 2                             |
| Женски | 0                         | 0                             | 4                                    | 0                    | 0                             |
| УКУПНО | 1                         | 2                             | 6                                    | 1                    | 2                             |
| Пол    | Финансијско посредовање   | Некретнине                    | Државна управа и одбрана             | Образовање           | Здравствени и социјални рад   |
| Мушки  | 0                         | 0                             | 4                                    | 0                    | 0                             |
| Женски | 1                         | 4                             | 4                                    | 0                    | 3                             |
| УКУПНО | 1                         | 4                             | 8                                    | 0                    | 3                             |
| Пол    | Остале услужне активности | Приватна домаћинства          | Екстериторијалне организације и тела | Непознато            | Непознато                     |
| Мушки  | 3                         | 0                             | 0                                    | 8                    | 8                             |
| Женски | 4                         | 0                             | 0                                    | 1                    | 1                             |
| УКУПНО | 7                         | 0                             | 0                                    | 9                    | 9                             |